# BRC Global Standard for Food Safety
De BRC Global Standard for Food Safety, veelal kortweg BRC Food genoemd, is een standaard op het gebied van voedselveiligheid die in 1998 werd ontwikkeld door het British Retail Consortium (BRC), de Britse brancheorganisatie van detailhandelaren.
Het oorspronkelijke doel van de BRC Food-standaard was dat een leverancier van levensmiddelen met één inspectierapport aan meerdere afnemers zou kunnen aantonen en dat alle relevante aspecten onder controle zijn. In zijn huidige vorm stelt de standaard eisen aan het voedselveiligheidssysteem van een leverancier: er worden eisen gespecificeerd aan het HACCP-systeem, aan het kwaliteitsmanagementsysteem en aan het basisvoorwaardenprogramma van producenten van levensmiddelen. Daarnaast komen ook directieverantwoordelijkheid, omgevingsomstandigheden (productie- of procesfaciliteiten), product- en procescontrole en opleiding en persoonlijke hygiëne van werknemers aan de orde. De verschillende elementen van de standaard worden getoetst aan de hand van een gedetailleerde checklist die meer dan 300 controlepunten bevat.
In 2016 werd de afdeling van BRC die deze en andere standaarden beheert, overgenomen door het eveneens Britse LGC Ltd.
In de nieuwe versie (versie 7) zijn eisen op het gebied van food defense aangescherpt. Bedrijven dienen een food defense plan opgesteld en geïmplementeerd te hebben.